# Pär Sundström
Pär Sundström, född 8 juni 1981, är en svensk basist. Han är med Joakim Brodén, grundare av det Falun-baserade Heavy metal-bandet Sabaton.